# Salerano Canavese
Salerano Canavese is een gemeente in de Italiaanse provincie Turijn (regio Piëmont) en telt 545 inwoners (31-12-2004). De oppervlakte bedraagt 2,2 km², de bevolkingsdichtheid is 248 inwoners per km².

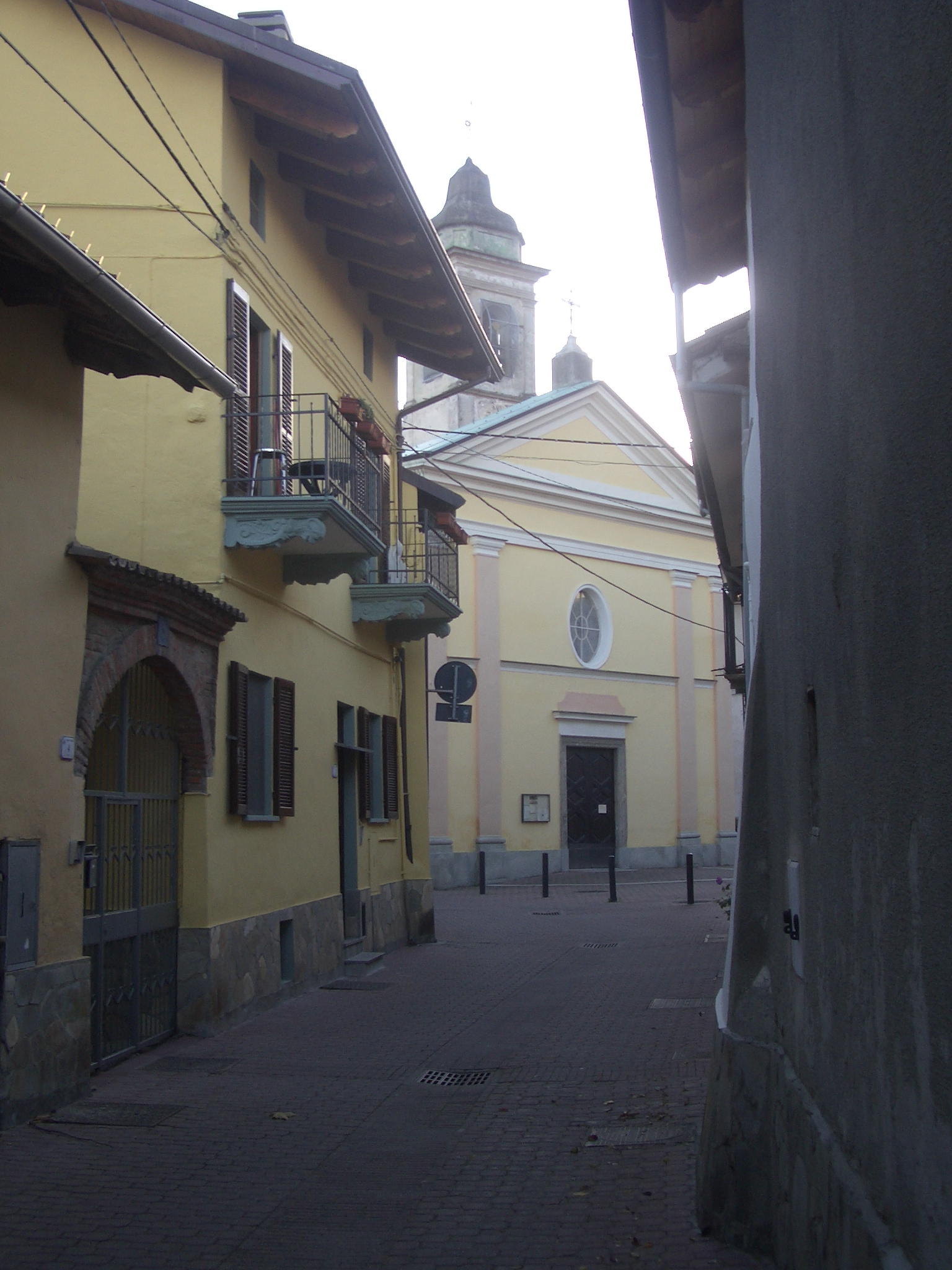
Straatje in Salerano Canavese
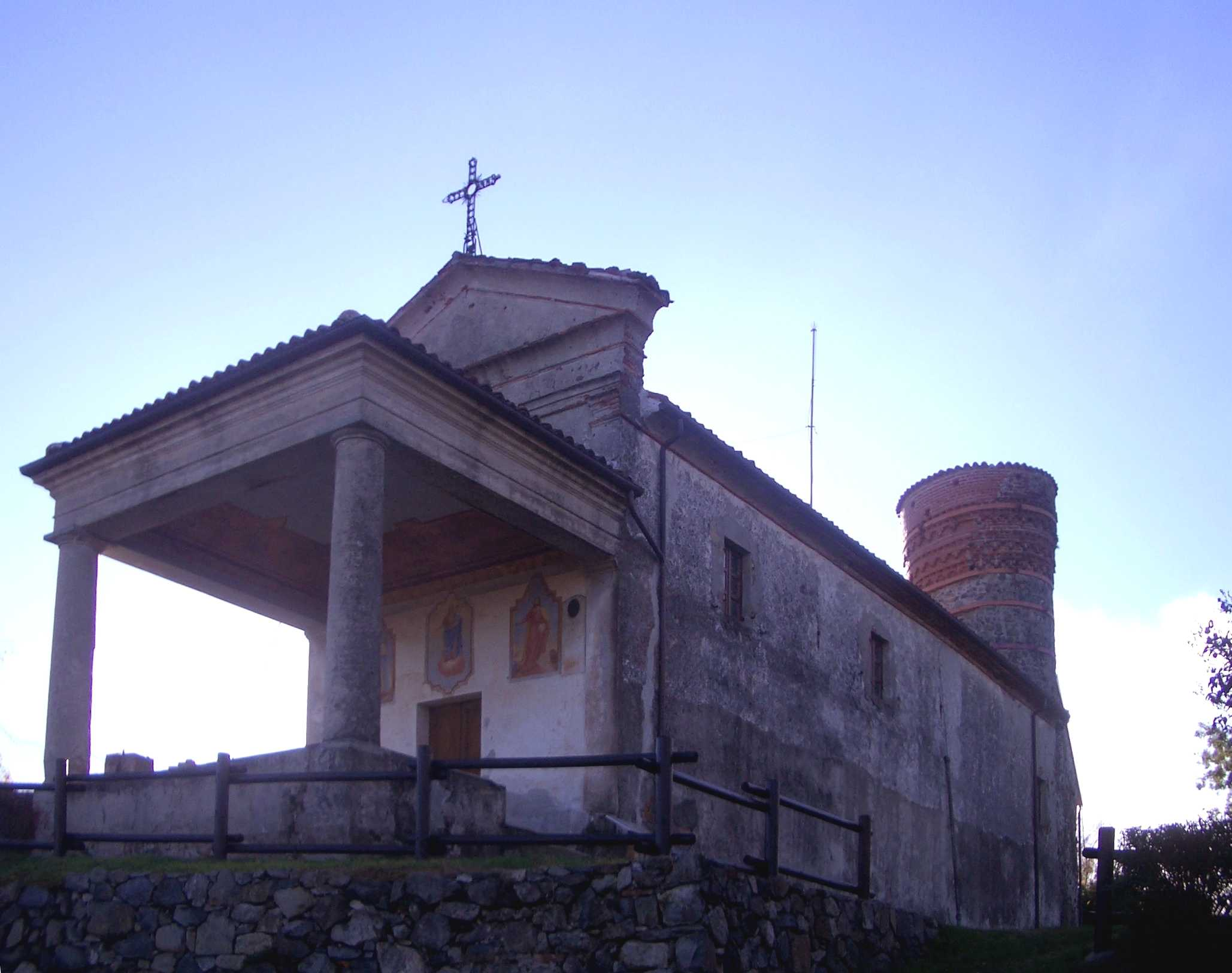
Sant' Urbano

## Demografie
Salerano Canavese telt ongeveer 228 huishoudens. Het aantal inwoners daalde in de periode 1991-2001 met 3,3% volgens cijfers uit de tienjaarlijkse volkstellingen van ISTAT.
| Jaar | Inwoneraantal |
| ---- | ------------- |
| 1991 | 550           |
| 2001 | 532           |

## Geografie
De gemeente ligt op ongeveer 247 m boven zeeniveau.
Salerano Canavese grenst aan de volgende gemeenten: Ivrea, Fiorano Canavese, Banchette, Banchette, Samone, Loranzè.
1. ↑  https://demo.istat.it/?l=it.